# 김민우 (1997년)
김민우(한국 한자: 金玟佑, 1997년 6월 3일 ~ )는 대한민국의 축구 선수이며, 포지션은 공격수이다.